# 木谷美雄
木谷 美雄（義雄、きたに よしお、1900年（明治33年）10月12日 - 1945年（昭和20年）6月30日）は、大日本帝国陸軍軍人。最終階級は陸軍少将。功四級。

## 経歴
山口県出身。1922年（大正11年）陸軍士官学校第34期卒業、陸軍歩兵少尉に任官。1940年（昭和15年）陸軍大学校専科第8期卒業後、同年12月に第24師団参謀となり、大東亜戦争に出征し、東安に駐屯する。
1944年（昭和19年）5月に第24師団参謀長に進み、同年8月に第32軍隷下となると沖縄へ転出し、圧倒的火力を誇る米軍相手に熾烈な抗戦を繰り広げた。この間、1945年（昭和20年）6月10日に陸軍歩兵大佐に進む。同月下旬に部隊は玉砕、同月30日に自決し、陸軍少将に特進した。